# 伊克·巴里霍尔茨
以薩·艾克·拜瑞豪茲（英語：Isaac "Ike" Barinholtz，1977年2月18日—），是一位美國的喜劇演員、配音演員及編劇。他曾是《瘋電視》自2002年至2007年的演出成員，並在《明迪煩事多》上演出常態性角色至今。在電影作品中，他以演出於《惡鄰纏身》及其續集《惡鄰纏身2》還有《瞎趴姊妹》及《自殺突擊隊》而著名，並在《中央情爆員》擔任共同編劇。